# Greater Manchester Central (circonscription du Parlement européen)
Le Greater Manchester Central était de 1984 à 1999, une circonscription du Parlement européen centrée sur le Grand Manchester, dans le nord-ouest de l'Angleterre.
Avant l’adoption uniforme de la représentation proportionnelle en 1999, le Royaume-Uni utilisait le système uninominal à un tour pour les élections européennes en Angleterre, en Écosse et au pays de Galles. Les conscriptions du Parlement européen utilisées dans ce système étaient plus petites que les circonscriptions régionales les plus récentes et ne comptaient chacune qu'un seul membre au Parlement européen.

## Limites
1984–1994: Altrincham and Sale, Davyhulme, Manchester Blackley, Manchester Central, Manchester Gorton, Manchester Withington, Manchester Wythenshawe, Stretford.
1994–1999: Cheadle, Hazel Grove, Manchester Blackley, Manchester Central, Manchester Gorton, Manchester Withington, Stockport, Stretford.